# Episodi di Manhattan (prima stagione)
La prima stagione della serie televisiva Manhattan, composta da 13 episodi, è stata trasmessa in prima visione sul canale statunitense via cavo WGN America dal 27 luglio al 19 ottobre 2014.
In Italia la stagione è andata in onda sul canale satellitare Sky Atlantic dal 28 dicembre 2015 all'8 febbraio 2016.
| nº | Titolo originale                    | Titolo italiano                             | Prima TV USA      | Prima TV Italia  |
| -- | ----------------------------------- | ------------------------------------------- | ----------------- | ---------------- |
| 1  | You Always Hurt the One You Love    | Feriamo sempre chi amiamo                   | 27 luglio 2014    | 28 dicembre 2015 |
| 2  | The Prisoner's Dilemma              | Il dilemma del prigioniero                  | 3 agosto 2014     | 4 gennaio 2016   |
| 3  | The Hive                            | L'alveare                                   | 10 agosto 2014    | 4 gennaio 2016   |
| 4  | Last Reasoning of Kings             | L'ultimo argomento dei re                   | 17 agosto 2014    | 11 gennaio 2016  |
| 5  | A New Approach to Nuclear Cosmology | Un nuovo approccio alla cosmologia nucleare | 24 agosto 2014    | 11 gennaio 2016  |
| 6  | Acceptable Limits                   | Limiti accettabili                          | 31 agosto 2014    | 18 gennaio 2016  |
| 7  | The New World                       | Il nuovo mondo                              | 7 settembre 2014  | 18 gennaio 2016  |
| 8  | The Second Coming                   | La seconda venuta                           | 14 settembre 2014 | 25 gennaio 2016  |
| 9  | Spooky Action at a Distance         | Terrificante azione a distanza              | 21 settembre 2014 | 25 gennaio 2016  |
| 10 | The Understudy                      | Il sostituto                                | 28 settembre 2014 | 1º febbraio 2016 |
| 11 | Tangier                             | Tangeri                                     | 5 ottobre 2014    | 1º febbraio 2016 |
| 12 | The Gun Model                       | Gun model                                   | 12 ottobre 2014   | 8 febbraio 2016  |
| 13 | Perestroika                         | Perestrojka                                 | 19 ottobre 2014   | 8 febbraio 2016  |